# ایونهیوک

لی هیوکجه (به کره ای 은혁 به انگلیسی Eunhyuk) (زاده ۴ آوریل ۱۹۸۶) که با نام هنری ایونهیوک شناخته می‌شود خواننده، رپر اصلی و رقاص اصلی گروه کره ای سوپرجونیور است. لقب «ماشین رقص» به دلیل استعداد بی نظیر او در رقص به وی داده شده‌است.